# Tar Dániel
Tar Dániel (Debrecen, 1997. március 8. –) magyar színész.

## Életpályája
Hajdúsámsonban nőtt fel. 2017-ben érettségizett a debreceni Ady Endre Gimnáziumban. 2017-2022 között a Kaposvári Egyetem színművész szakán tanult Bozsik Yvette és Bakos-Kiss Gábor osztályában. 2022-től a nyíregyházi Móricz Zsigmond Színház tagja, ahol egyetemi gyakorlatát is töltötte.

## Filmes és televíziós szerepei
- Apatigris (2020) ...Bodó Márton
- Lélekpark (2022) ...Rendőrségi dolgozó